# التون، نیو زلند
التون، نیو زلند (به لاتین: Alton, New Zealand) یک منطقهٔ مسکونی در نیوزیلند است که در Taranaki region واقع شده‌است.